# Marhanets

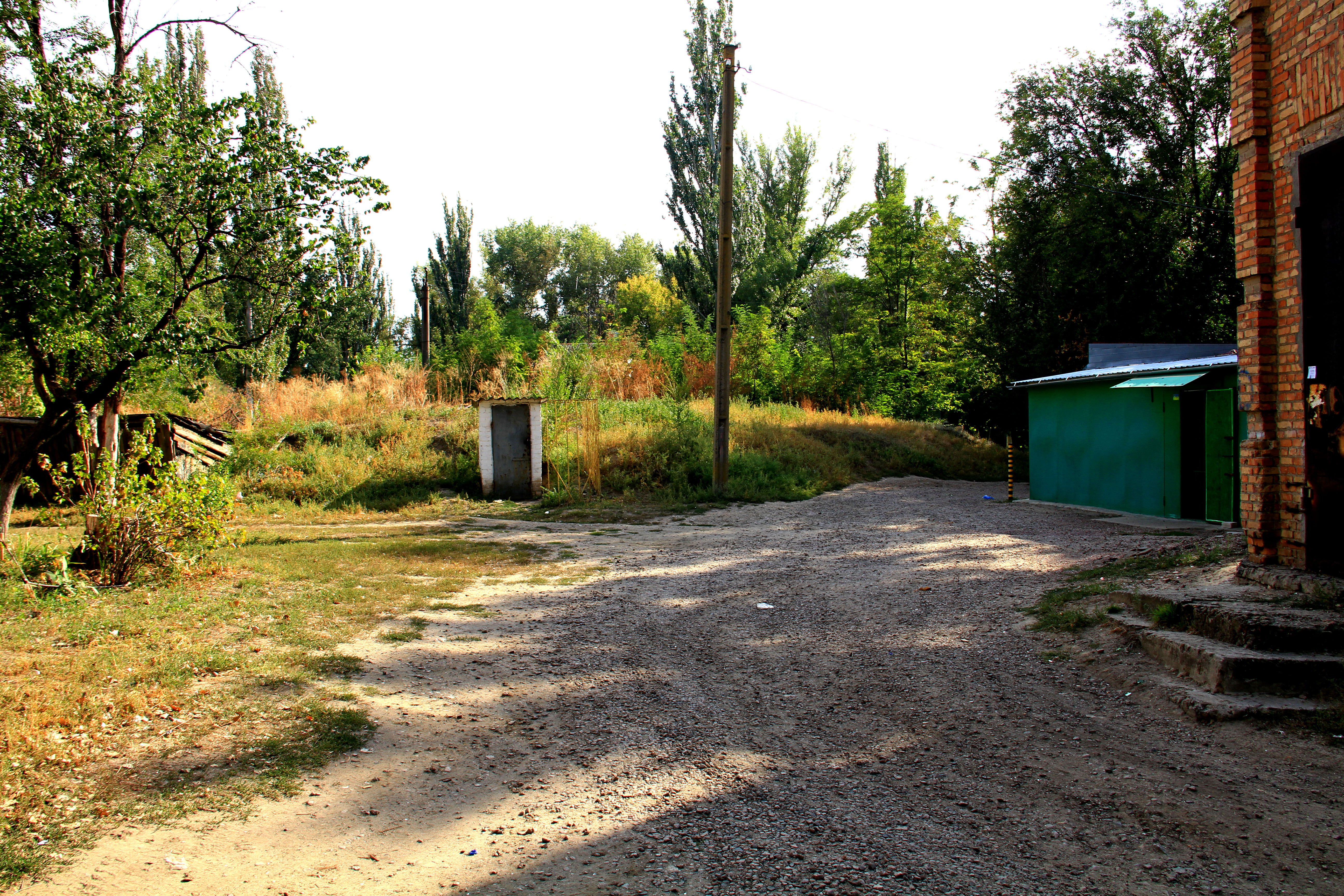
Oude heuvel in Marhanets

Marhanets (Oekraïens: Марганець, Marhanets) is een stad in het oblast Dnjepropetrovsk, opgericht in 1938 in Centraal-Oekraïne. De stad heeft 46.616 inwoners en is gebouw op de plaats van het voormalige dorp Horodysjtsje dat bekend stond om een mangaanmijn. Tussen 1926 en 1938 stond dit dorp bekend onder de naam Komintern.
De stad Marhanets is administratief onderdeel van de gelijknamige gemeente en heeft de status van 'stad met regionale betekenis', wat betekent dat het een los district vormt. De stad ligt op de grens van de rayons Nikopol en Tomakivka aan de rivier de Dnjepr.
De stad kwam op 12 oktober 2010 in het nieuws toen 43 mensen omkwamen bij een aanrijding tussen een trein en een bus. Dit ongeluk was het ergste verkeersongeval in de Oekraïense geschiedenis.